# Stóradalsháls
Stóradalsháls är en kulle i republiken Island. Den ligger i regionen Norðurland vestra, 170 km nordost om huvudstaden Reykjavík. Toppen på Stóradalsháls är 409 meter över havet.
Trakten runt Stóradalsháls är nära nog obefolkad, med mindre än två invånare per kvadratkilometer. Det finns inga samhällen i närheten. Trakten runt Stóradalsháls består i huvudsak av gräsmarker.